# حزب ليبو
حزب ليبو (بالبربرية: ⴰⴽⴰⴱⴰⵔ ⵏ ⵍⵉⴱⵓ) يُعرف أيضًا باسم حزب ليبيا الأمة، هو حزب ليبي تأسس في العام 2017 من قبل الرئيس السابق للكونغرس العالمي الأمازيغي فتحي بن خليفة. يقع المقر الرئيسي للحزب في زوارة مع فروع أخرى في طرابلس وأوباري وغيرها.
وفقًا لمؤسسه، يهدف الحزب إلى أن يكون حزبًا مدنيًا علمانيًا يركز على الهوية الليبية البربرية بدل العروبة. كما يدعو الحزب إلى الاعتراف باللغة البربرية (الأمازيغية) كلغة رسمية لدولة ليبيا.
قال رئيس الحزب أنه «غير متأكد» مما إذا كان الحزب سيشارك أم لا في الانتخابات التي اقترحتها الأمم المتحدة في العام 2018.